# Steinach (Bajorország)
Steinach település Németországban, azon belül Bajorországban. Lakosainak száma 3323 fő (2023. december 31.).

## Népesség
A település népessége az elmúlt években az alábbi módon változott:
| Lakosok száma | 500  | 893  | 1191 | 2073 | 2937 | 3028 | 3147 | 3177 | 3221 | 3323 |
|               | 1875 | 1950 | 1975 | 1987 | 2012 | 2014 | 2016 | 2017 | 2021 | 2023 |